# Combate de Batinjani
El Combate de Batinjani fue un enfrentamiento armado entre tropas yugoslavas / serbias y croatas que durante la Guerra de Croacia de 1991 en Eslavonia Occidental se disputaron un importante camino de abastecimiento.  
En el marco de una ofensiva general yugoslava en la región, entre el 5 y el 10 de octubre de 1991 se produjo el combate luego que fuera cortado el camino Prekopakra - Batinjani - Kutina rodeando totalmente a los combatientes que defendían la zona de Pakrac - Lipik. Un contraataque croata permitió levantar el asedio y volver a la situación anterior al combate. 
La alta cantidad de bajas de los defensores se debe a la necesidad operacional que guardaba el camino para las fuerzas que combatían en Pakrac y Lipik. 

## Situación antes del combate

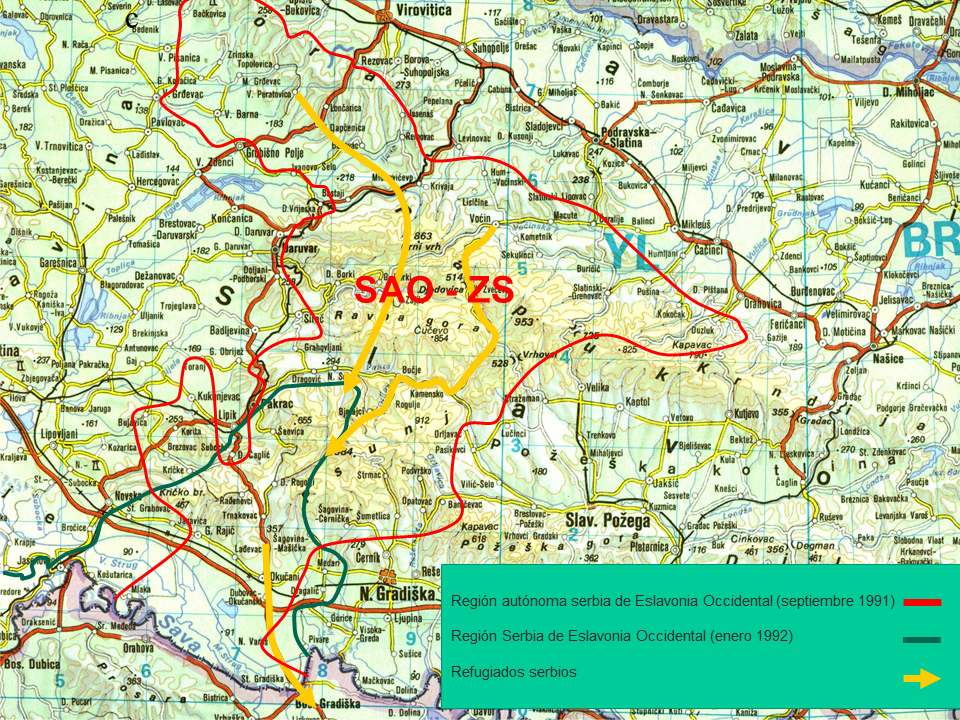
Evolución SAO a partir de agosto de 1991

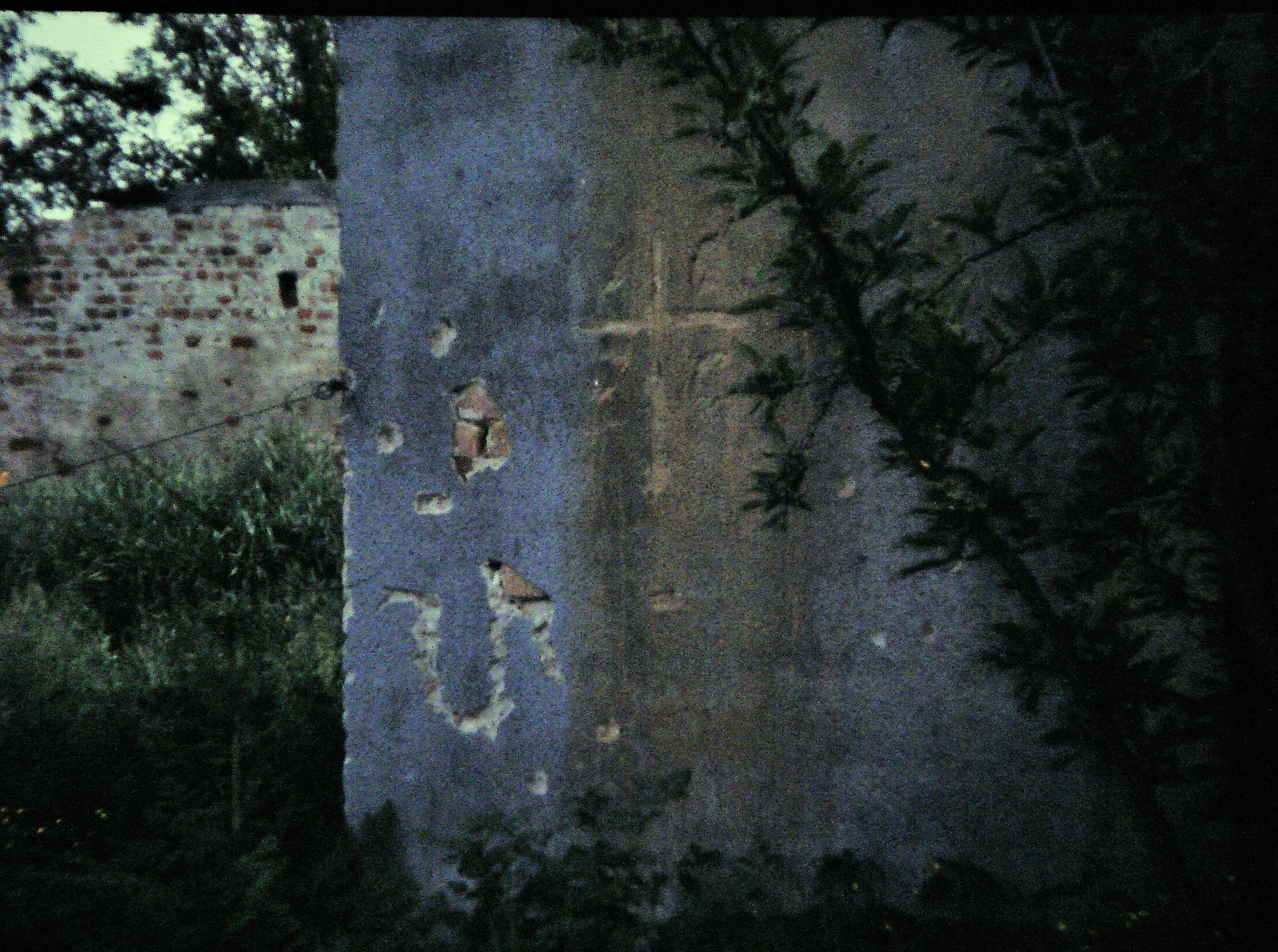
Símbolos croatas y serbios marcados en una pared en Batinjani

### Ambiente geográfico
La zona donde se libró el combate es ondulada donde se intercambian sectores boscosos con otros utilizados para el sembradío. Las aldeas se encuentran a lo largo de caminos vecinales, angostos pero pavimentados. 
La composición étnica de las aldeas antes de la guerra era diversa. Mientras Batinjani, Gornia Obrijež y Toranj eran de mayoría serbia, Mali Banovac, Stari Majur y Novi Majur eran de mayoría croata.
| Año                | Total | Croatas | Serbios | Musulmanes | Yugoslavos | Otros |
| ------------------ | ----- | ------- | ------- | ---------- | ---------- | ----- |
| Batinjani (Pakrac) | 266   | 55      | 154     | 0          | 20         | 37    |
| Donja Obrijež      | 321   | 244     | 2       | 0          | 2          | 93    |
| Gornja Obrijež     | 284   | 34      | 166     | 0          | 18         | 66    |
| Klisa (Lipik)      | 139   | 47      | 82      | 0          | 1          | 9     |
| Kukunjevac         | 1082  | 128     | 832     | 4          | 44         | 74    |
| Mali Banovac       | 31    | 15      | 0       | 0          | 0          | 16    |
| Novi Majur         | 119   | 118     | 1       | 0          | 0          | 0     |
| Omanovac           | 261   | 187     | 42      | 0          | 1          | 31    |
| Prekopakra         | 1347  | 945     | 171     | 1          | 39         | 211   |
| Stari Majur        | 41    | 37      | 1       | 0          | 0          | 3     |
| Toranj             | 292   | 36      | 201     | 0          | 11         | 44    |
| Veliki Banovac     | 183   | 76      | 0       | 0          | 0          | 107   |

### Situación táctica previa
La inicio de la confrontación armada entre croatas y serbocroatas en los alrededores de Pakrac en agosto de 1991, Batinjani (junto con Gornia Obrijež)  quedó en un disputado dominio de los primeros, tal como se puede observar en el mapa de la evolución de la Región Autónoma Serbia de Eslavonia Occidental. Sin embargo, parte de la población serbia se mantuvo en el lugar. 
Para el ataque a Pakrac del 19 de agosto de 1991, los serbocroatas también emplearon posiciones dispuestas al efecto en Batinjani y Gornia Obrijež. Desde las mismas, el área de Stari Majur y Novi Majur y parte oeste de Prekopakra (Matkovac) fueron atacadas con morteros.
Por la tarde de ese 19, cuando las unidades de Policía Especial (MUP) croatas repelieron el ataque, las fuerzas serbias, compuestas principalmente por civiles locales (milicias voluntarias), se dispersaron a través de los bosques de Pakracka Gora, dejando atrás equipo y armas.
A partir de entonces, las tropas croatas que se encontraban defendiendo Pakrac y Lipik estaban en una muy delicada situación ya que estaban rodeadas en ambos flancos. Durante gran parte del período de lucha, el único camino de abastecimiento y refuerzos fue: Lipik / Pakrac - Prekopakra - Gornja Obrijež - Veliki Banovac - Ploštine - Brekinska - Gaj - Kutina. La situación táctica del camino Pakrac - Omanovac era muy inestable. Tal ruta, fue interrumpida el 19 de agosto en el bosque de Krndija (a unos 3 km al norte de Pakrac) por las milicias serbias, situación que se mantuvo en forma intermitente.
Dado que la República de Croacia no tenía las fuerzas disponibles para ocupar y asegurar la zona al oeste de Prekopakra (Batinjani, Gornja Obrijež, etc), el lugar tenía el estatus de "aceptable bajo su propio riesgo". La defensa en el sector estaba a órdenes de Stjepan Širac, un capitán de la reserva del Ejército Popular Yugoslavo (JNA) al mando de unos 500 miembros de milicias locales y fracciones de policía.
El mes de septiembre fue inestable en la zona. El 16, los serbios emplazaron morteros de 82 mm en Gornja Obrijež amenazando Veliki Banovac y Donja Obrijež. Asimismo, contaron el camino en el lugar. El mismo día, Donja Obrijež fue atacada con morteros.
Del 24 al 26, los serbios cortaron las salidas de Pakrac. El bloqueo estaba en Kukunjevac, Toranj, Batinjani y Gornja Obrijež y en el ingreso a Pakrac por la ruta principal desde Daruvar. El día 26, unos cien miembros de la Unidad de Policía Especial Omega (dependiente del Departamento de Policía del condado Bjelovar-Bilogora) rompió el bloqueo siguiendo la dirección Kukunjevac - Lipik. El día siguiente, las fuerzas se replegaron en dirección a Daruvar a través de Omanovac, dejando el paso libre. Asimismo, se restableció el tránsito por la ruta Prekopakra (Matkovac) - Batinjani - Gornja Obrijež - Veliki Banovac y más allá de Gaj.

## Desarrollo del combate

### Evolución de la situación
Debido a la detención del avance del JNA en la profundidad del territorio croata por el fracaso de la movilización en Serbia y Bosnia, esa fuerza modificó su plan a expandir el territorio bajo su dominio. La nueva tarea era ocupar Pakrac, Lipik y Jasenovac y pasar a la defensa frente a Novska y Nova Gradiška. En el sector de Pakrac - Lipik, esta operación comenzó el 4 de octubre de 1991 con un ataque conjunto de la 343.ª Brigada Motorizada (menos un batallón) y la  5.a Brigada Partisana Kozara (un batallón) de la Defensa Territorial de Bosnia y Herzegovina. Eso conducirá al Segundo bloqueo de Pakrac (5 al 10 de octubre de 1991) y al Combate de Batinjani.
En ese momento, había dos posibles salidas de Pakrac:
- A través de Lipik - Dobrovac - Kukunjevac - Gaj (que estaba relativamente a salvo de la destrucción de la guerra) y  Kutina.
- Prekopakra - Batinjani - Gornja Obrijež - Mali Banovac - Toranj - Gaj y Kutina.

Teniendo en cuenta que los serbios entraron ocasionalmente en Kukunjevac y que miembros del JNA mantuvieron bajo fuego el claro entre Dobrovac y Lipik, la ruta a través de Batinjani se consideraba más segura. 

### Combate
A principio de octubre, el JNA inició la ofensiva en el sector con las tropas de la 5.a Brigada Partisana. En la noche del 5 al 6 de octubre de 1991, tropas yugoslavas, partiendo de Kukunjevac, a través de los bosques de Turkovača ocuparon Batinjani y Gornja Obrijež con dos secciones (presumiblemente de la 5. Brigada). De esta manera, cortaron el único camino de abastecimiento rodeando totalmente a Pakrac y a Lipik. Los croatas, recién en la madrugada siguiente supieron de su situación cuando, a las 0530, tres civiles y dos policías, en dos vehículos, uno de ellos en evacuación médica, fueron muertos al intentar usar el camino.
Dada la situación, se lanzó una acción de desbloqueo desde dos direcciones: desde Pakrac y desde la aldea de Veliki Banovac. Para la primera, el Jefe del Departamento policial de Bjelovar envió noventa miembros de la Unidad de Policía Especial Omega. Además de ellos, fue enviada una fracción del Batallón 52 Daruvar, policías y voluntarios de Badljevina. La segunda dirección fue atendida con personal proveniente de Pakrac, los que sufrirán grandes pérdidas.
Una fracción de nueve combatientes croatas de Veliki Banovac fueron los primeros en reaccionar. Se desplazaron en un camión que fue emboscado entre Gornja Obrijež y Batinjani. Todos fueron muertos.
También esa mañana, una partida de unos veinte combatientes a cargo del jefe de la defensa de Pakrac, Stjepan Širac, partió desde Matkovac (oeste de Prekopakra). La misma incluyó uno de los dos camiones blindados (el TOP 2 - Tvornica oklopnjaka Prekopakra 2 / Fábrica de Blindados de Prekopakra 2) construidos en Prekopakra (el otro ya había sido destruido en Kusonje el 8 de septiembre). La partida fue detenida, el vehículo inutilizado y Širac muerto. El resto del grupo se retiró a sus posiciones iniciales.
Al oscurecer, se inició el levantamiento del bloqueo pero las unidades participantes recibieron la orden de regresar a sus lugares de origen dado que una ofensiva de la 5.a Brigada Partisana del Ejército Popular Yugoslavo estaba en curso. Con un asalto general sobre Lipik y Pakrac habían ocupado parte de las localidades. Asimismo, la Unidad Omega (presente en Gornja Obrijež) debía marchar a contrarrestar una ofensiva en Daruvar. En Grubišno Polje también se habían intensificado las operaciones.
Para la tarde del 6 de octubre, dieciséis combatientes y civiles croatas estaban muertos. Los combatientes de provenientes de Pakrac continuaron los hostigamientos durante la noche pero sin resultados. Esa situación de repliegue fue empleada por los serbios para expandir el bloqueo de rutas e infiltrar infantería desde Gornja Obrijež hacia Veliki Banovac y Donja Obriež.
El 8, fuerzas yugoslavas atacaron Gornja Obrijež con infantería alcanzado posiciones cerca del cementerio en Veliki Banovac.
El 9 de octubre, tropas policiales provenientes de Zagreb y Bjelovar (Unidad de Policía Especial Omega), reforzadas con tanques, al mando de Tomislav Merčep atacaron la aldea de Toranj desde la dirección de Brekinska. Toranj, Mali Banovac, Batinjani y Gornja Obrijež fueron liberados. Los yugoslavos y serbios se replegaron hacia Kukunjevc y Dereza.
El ataque continuó hacia Kukunjevac permitiendo levantar el bloqueo y reforzar las defensas de Pakrac. Más tarde se reemplazó a la Policía Especial con la Brigada 104 Varaždin del Ejército Croata (HV) hasta finales de octubre cuando se crea batallón Pakrac.

## Consecuencias
El resultado fue la muerte de 23 soldados y 5 civiles croatas. Se desconocen las bajas yugoslavas.
Simultáneamente, rebeldes serbios y JNA ocuparon algunas partes de Lipik y Pakrac. 
Después de la acción descrita, el acceso a Pakrac desde Daruvar y el noroeste fue un poco más fácil. Luego, en forma gradual, los combates pasan a ser responsabilidad de unidades del ejército croata, lo que facilita un poco la tarea de las unidades policiales que aún conservan todos los puntos defensivos en Pakrac. Asimismo, el esfuerzo operacional principal serbio, desde entonces, pasa hacia Lipik.

## Homenajes Póstumos
Se erigió una capilla conmemorativa en Gornja Obrijež y monumentos en honor a los muertos en Batinjani, Velika Banovac y Gornja Obrijež. 
Stjepan Širac fue ascendido post mortem a coronel.